# Kościół Niepokalanego Poczęcia Najświętszej Maryi Panny w Ħamrun
Kościół parafialny Niepokalanego Poczęcia Najświętszej Maryi Panny (malt. Knisja Parrokjali tal-Immakulata Kunċizzjoni, ang. Parish Church of the Immaculate Conception of Our Lady) – rzymskokatolicki kościół parafialny w Ħamrun na Malcie. Został zbudowany w latach 1958–1963 i przejął rolę oratorium poświęconego Niepokalanemu Poczęciu, które powstało w Ħamrun w 1923. Od 1968 kościół jest kościołem parafialnym.

## Historia
Oratorium poświęcone Niepokalanemu Poczęciu zostało założone w Ħamrun przez Paula Burlo 15 maja 1923. Początkowo mieściło się w prywatnym mieszkaniu, zaś przez kolejne dwie dekady jego lokalizacja była kilkakrotnie przenoszona. Po śmierci Burlo w 1950 oratorium przejął ks. Edgar Vella i zaplanował budowę stałego kościoła. Z pomocą arcybiskupa Mikiela Gonziego i ks. Matthew Chircopa, proboszcza z kościoła parafialnego św. Kajetana, ks. Vella nabył działkę, po której wcześniej biegł trakt kolejowy Malta Railway, aby na nim zbudować nowy kościół.
Nowy kościół zaprojektował architekt Ġużè Damato, a wybudował go budowniczy Geraldu Camilleri. Kamień węgielny położył 23 marca 1958 biskup Emanuel Galea, a pod koniec roku ukończono budowę podpiwniczenia i używano go do odprawiania mszy. Do śmierci Velli w 1962 budynek był prawie gotowy, ale wkrótce potem prace wstrzymano z powodu niespłaconych długów. Budowę, aż do jej zakończenia kontynuował ks. Joseph Mifsud Bonnici, mając do pomocy lokalnych wolontariuszy. Kościół został zainaugurowany przez biskupa Galeę 14 sierpnia 1963.
W latach po II wojnie światowej teren, na którym zbudowano kościół szybko się rozwijał. Świątynia została oficjalnie poświęcona przez arcybiskupa Josepha Merciecę 28 maja 1988.

## Architektura
Zewnętrznie kościół zbudowany jest w stylu klasycystycznym, ma małą betonową kopułę i pojedynczą dzwonnicę. Ma około 40 m długości i 15 m szerokości. W środku znajduje się jeden ołtarz ustawiony przed sanktuarium, które składa się z trzech dużych nisz. Dwie zakrystie znajdują się z tyłu budynku.

## Dzieła sztuki
Sanktuarium kościoła zawiera mozaikę Niepokalanego Poczęcia, która jest wzorowana na XVII-wiecznym obrazie Bartolomé Estebana Murillo La Immaculada de Soult. Mozaika została wykonana przez T. Sarti z Pietrasanta i została odsłonięta 25 czerwca 1983. W zakrystii znajduje się kopia obrazu Murillo wykonana przez siostry franciszkanki z Egiptu, która była obrazem tytularnym kościoła przed montażem mozaiki. Wcześniej istniał inny ołtarz, który pochodził z oratorium Paula Burlo.
W kościele znajduje się również tytularna figura z 1903 Niepokalane Poczęcie, wykonana przez R. Zanzio & Co w Rzymie i podarowana kościołowi przez Arcybractwo św. Franciszka z Valletty w 1985. Przed 1985 w kościele znajdowały się również dwie inne rzeźby tytularne, z których pierwsza została zamówiona przez Burlo do oratorium. W kościele znajdują się również figury św. Józefa i Matki Boskiej Bolesnej; ta ostatnia jest dziełem rzeźbiarza Wistina Camilleriego.